# 王洪川
王洪川（1918年—1979年），男，山东长清人，中华人民共和国军事人物，曾任中国人民解放军铁道兵政治部主任、副政治委员。